# Kehdinger Moore II
Die Kehdinger Moore II sind ein Naturschutzgebiet in den niedersächsischen Gemeinden Drochtersen und Großenwörden in der Samtgemeinde Oldendorf-Himmelpforten und der Gemeinde Wischhafen in der Samtgemeinde Nordkehdingen im Landkreis Stade.

## Allgemeines
Das Naturschutzgebiet mit dem Kennzeichen NSG LÜ 375 ist circa 552 Hektar groß. Davon entfallen circa 243 Hektar auf die Gemeinde Drochtersen, circa 223 Hektar auf die Gemeinde Großenwörden und circa 86 Hektar auf die Gemeinde Wischhafen.
Das Gebiet steht seit dem 8. April 2022 unter Naturschutz. Zuständige untere Naturschutzbehörde ist der Landkreis Stade.

## Beschreibung
Das aus zwei Teilflächen bestehende Naturschutzgebiet liegt nordwestlich von Stade in der Elbmarsch im Kehdinger Land. Es ist Teil der historischen Kulturlandschaft „Kehdinger Moorgürtel“. Die beiden Teilflächen sind durch den als Naturschutzgebiet ausgewiesenen Moordamm „Die Scheidung“ miteinander und mit den Naturschutzgebieten „Oederquarter Moor“ und „Kehdinger Moore“ vernetzt, mit denen es einen Biotopverbund bildet.
Die Teilflächen des Naturschutzgebietes, bestehend aus Flächen im südlichen Teil des Altendorfer Moors im Norden und dem Königsmoor im Süden, werden von abgetorftem und teilweise wiedervernässtem Hochmoor geprägt. Zum Zeitpunkt der Unterschutzstellung wurde noch auf circa 62 Hektar des Hochmoors Torfabbau betrieben. Die Flächen werden die nach dem Ende der Nutzung renaturiert. Aus der Abtorfung entlassene Flächen werden von einem Mosaik aus Moorwald oder verbuschten Hochmoorflächen und offenen Bereichen mit Wasserflächen, Moorheide und einzelnen Gehölzen eingenommen. Auf Wiedervernässungsflächen, zum Zeitpunkt der Unterschutzstellung betraf dies rund 350 Hektar des Gebietes, kann sich das Moor regenerieren. Stellenweise sind Restmoorflächen erhalten.
Im Bereich des auch als Aschhorner Moor bezeichneten Königsmoores ist durch die Deutsche Wildtier-Stiftung die Etablierung eines Moor-Wildnisgebiet im Sinne der Nationalen Biodiversitätsstrategie geplant. Dafür hat die Deutsche Wildtier-Stiftung Flächen einschließlich der Nutzungsrechte der noch aktiven Torfabbauflächen gekauft, um ein vorzeitiges Ende des Torfabbaus zu ermöglichen.
Im Naturschutzgebiet siedeln mindestens zehn Torfmoosarten, Glocken-, Besen- und Rosmarinheide, Krähenbeere, Moosbeere, Rundblättriger und Mittlerer Sonnentau, Wollgräser, Weißes Schnabelried, Moorlilie, Drachenwurz, Pfeifengras, Grausegge, Flatterbinse und Gagelstrauch.
Das Naturschutzgebiet beherbergt verschiedene Amphibien und Reptilien wie Moorfrosch, Kreuzotter, Ringelnatter, Schlingnatter, Blindschleiche und Waldeidechse sowie zahlreiche Insekten, darunter die Schmetterlinge Hochmoor-Perlmuttfalter, Hochmoorbläuling und Grüner Zipfelfalter, die Libellen Hochmoormosaikjungfer, Torfmosaikjungfer und Schwarze Heidelibelle, verschiedene Laufkäferarten und Wasserspinnen. Das Gebiet ist Lebensraum und Rastgebiet für circa 100 Vogelarten, darunter Seeadler, Uhu, Sumpfohreule, Baumfalke, Rohrweihe, Kranich, Trauerseeschwalbe, Schwarzhalstaucher, Knäk-, Löffel-, Schnatter- und Krickente, Grau-, Bläss-, Weißwangen- und Kanadagans, Ziegenmelker, Großer Brachvogel, Kiebitz, Rotschenkel, Bekassine und Schwarzkehlchen. Im Naturschutzgebiet befindet sich eine große Lachmöwen-Brutkolonie.
Die Beweidung von Teilen des Naturschutzgebietes mit Heidschnucken ist vorgesehen.
Im Bereich des Königsmoores westlich von Drochtersen werden im Rahmen des Moorkieker-Projekts Natur- und Umweltbildung betrieben. Hier werden mit einer Moorbahn auf einem rund vier Kilometer langen Rundkurs Fahrten in das Hochmoor angeboten. Für Veranstaltungen und Unterricht steht das „Haus im Moor“, das sich in einem renaturierten Bereich befindet, zur Verfügung.
Das Naturschutzgebiet grenzt überwiegend an landwirtschaftliche Nutzflächen. Kleinflächig schließen sich auch bewaldete Flächen an das Naturschutzgebiet an. Die nördliche Teilfläche des Naturschutzgebietes wird nach Norden von der Bundesstraße 495 begrenzt. Nördlich der Bundesstraße und nach Westen schließen sich hier weitere Flächen des Altendorfer Moores an.